# Bergantí

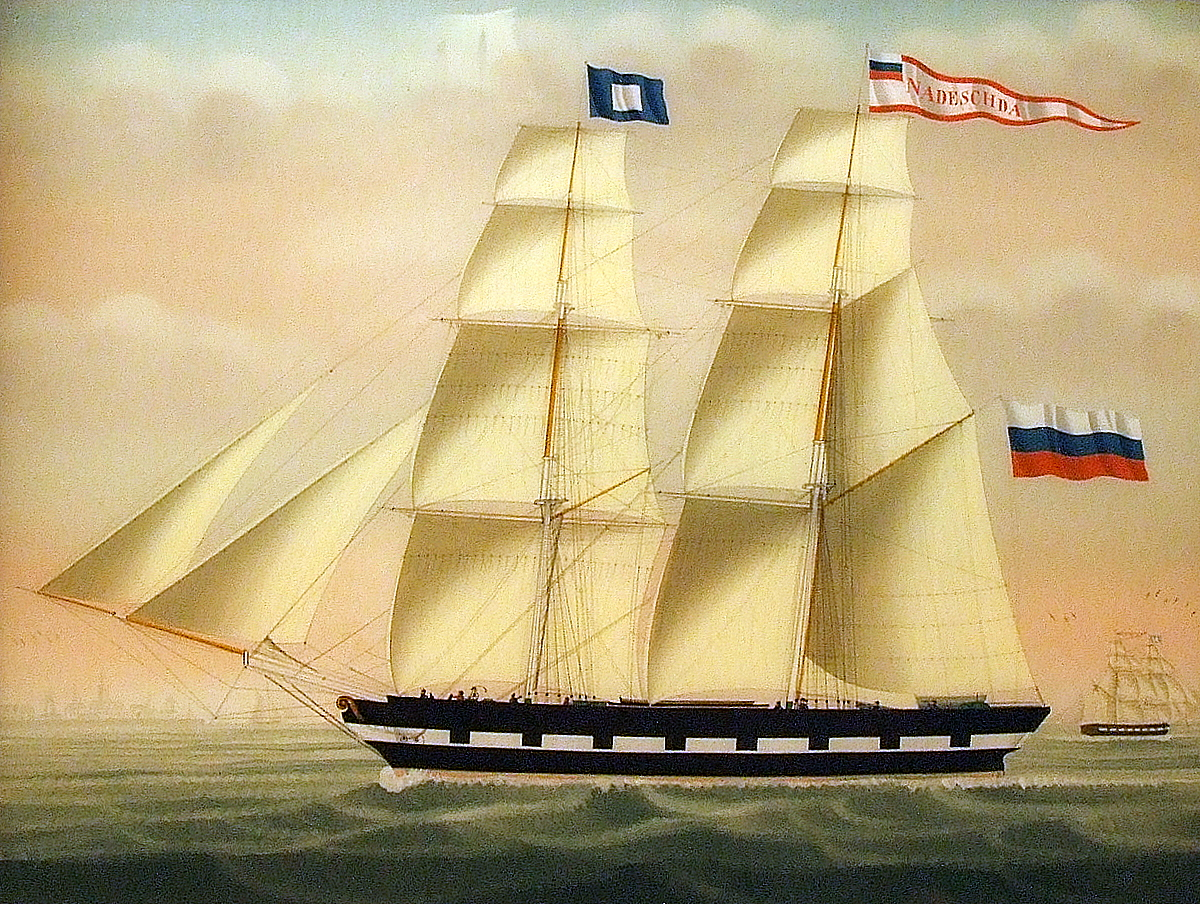
El Nadeschda, un bergantí finlandès del 1841

Plànol original de l'aparell d'un bergantí de 1850.

Entre els velers, un bergantí és un vaixell d'aparell rodó amb dos arbres de tres peces que arma una vela major cangrea, a més d’estais i un bauprès amb flocs. Si la vela major és quadrada i duu una cangrea al mascle del pal major, s'anomena bergantí rodó.
Originalment els bergantins eren una mena de galeres petites que podien navegar amb rems i una o dues veles llatines.

## Aspectes generals
El bergantí apareix a la segona part del segle xvii i es va emprar de forma generalitzada fins al segle xix. Es caracteritzava per la gran superfície vèlica que era capaç de desplegar per al seu desplaçament, de fins a 600 tones, de manera que eren vaixells extremadament ràpids i àgils en la maniobra, i apropiats per a trànsit entre continents.
Els bergantins van ser emprats com vaixells per a trànsit mercant, però també com a corsaris, gràcies a la seva gran velocitat, que els permetia escapar de vaixells i fragates, i arribar a tota mena de trànsit mercant. D'aquesta forma les armades van incorporar al seu torn el bergantí, que portava normalment fins a una dotzena de peces a coberta, per exploració i lluita contra la pirateria.
El bergantí goleta és un vaixell de dos o més pals, que porta un velam mixt entre el del bergantí i el de la goleta; usualment veles quadrades al trinquet (el pal més pròxim a proa) i la resta dels pals amb veles de ganivet. Un altre derivat de l'aparell de bergantí és el bricbarca o bergantí barca, vaixell de tres o més pals amb els dos primers d'aparell quadrat a l'estil del bergantí i la resta de ganivet, disposició usual en les corbetes, dedicades a activitats militars. Per exemple, el Juan Sebastián Elcano, de l'Armada espanyola, és, pel seu velam, un bergantí goleta.
Un altre exemple de veler bergantí és l'ARC Gloria, el Vaixell Escola i Insígnia de l'Acadèmia Naval de l'Armada de Colòmbia. Construït a Espanya el 1968, és el més petit i antic de quatre velers germans: Simón Bolívar, Guayas, Cuauhtemoc i el mateix Gloria. El "Gloria" és un veler tipus bergantí-barca, amb una eslora de 67 m, mànega de 10,6 m, un desplaçament de 1.300 t i una tripulació de deu oficials, trenta-set sotsoficials, setanta alumnes, tres infants de marina i deu civils.

## Família dels bergantins
|  |  |  |  |

### Aparell de bergantí rodó (figura 1)
L'aparell de bergantí, pròpiament dit, consta de les parts següents (de proa a popa):
- bauprès, arbre gairebé horitzontal
- trinquet, pal de tres peces amb dues cofes
  - el trinquet suporta vergues horitzontals (perpendiculars al pal) que serveixen par a hissar i orientar les veles quadres.
- mestre o major, pal de tres peces amb dues cofes
  - el pal mestre disposa d'una botavara que permet hissar la vela cangrea.

#### Velam
Segons la figura 1 (d'esquerra a dreta i de baix a dalt) hi ha les veles següents:
- 2 flocs (petifloc i floc) ATENCIÓ: la terminologia dels flocs pot variar segons la font consultada
- vela de trinquet, gàbia baixa de trinquet, gàbia alta de trinquet
- vela mestra quadra (aferrada a la verga en la figura), gàbia mestra baixa, gàbia mestra alta, cangrea

### Aparell de bergantí (figura 2)
Igual que l'anterior sense la vela mestra quadra.

### Aparell de bergantí goleta (figura 3)
Les veles de l'arbre de trinquet són idèntiques a les dels casos anteriors. El pal mestre porta una cangrea i una escandalosa. Els bergantins goleta poden tenir tres, quatre i més pals.

### Aparell de bergantí d'esnó (figura 4)
Igual que el d'un bergantí amb la vela cangrea envergada a un pal postís (en comptes del pal mestre).

## Documents
Algunes referències concretes, ordenades cronològicament, poden ajudar a definir el concepte de bergantí. Vegeu la presentació dels documents a continuació.

### Bergantins antics de rems i veles
- 1464. Durant la Guerra Civil catalana Rafael Julià fou l'encarregat d'anar a cercar Pere el Conestable de Portugal i portar-lo a Barcelona. Feu el viatge amb dues galeres i un bergantí de la seva propietat. En arribar va fer una reclamació de despeses per la pèrdua del bergantí i altres conceptes.[5]
- 1464. Bargantins. Un bergantí capturat amb 17 presoners.[6]
- 1516. Bergantins al "Mar del Sur".[7]
  - Vasco Núñez de Balboa va transportar quatre bergantins des de l'Atlàntic al Pacífic, travessant l'istme de Darien.

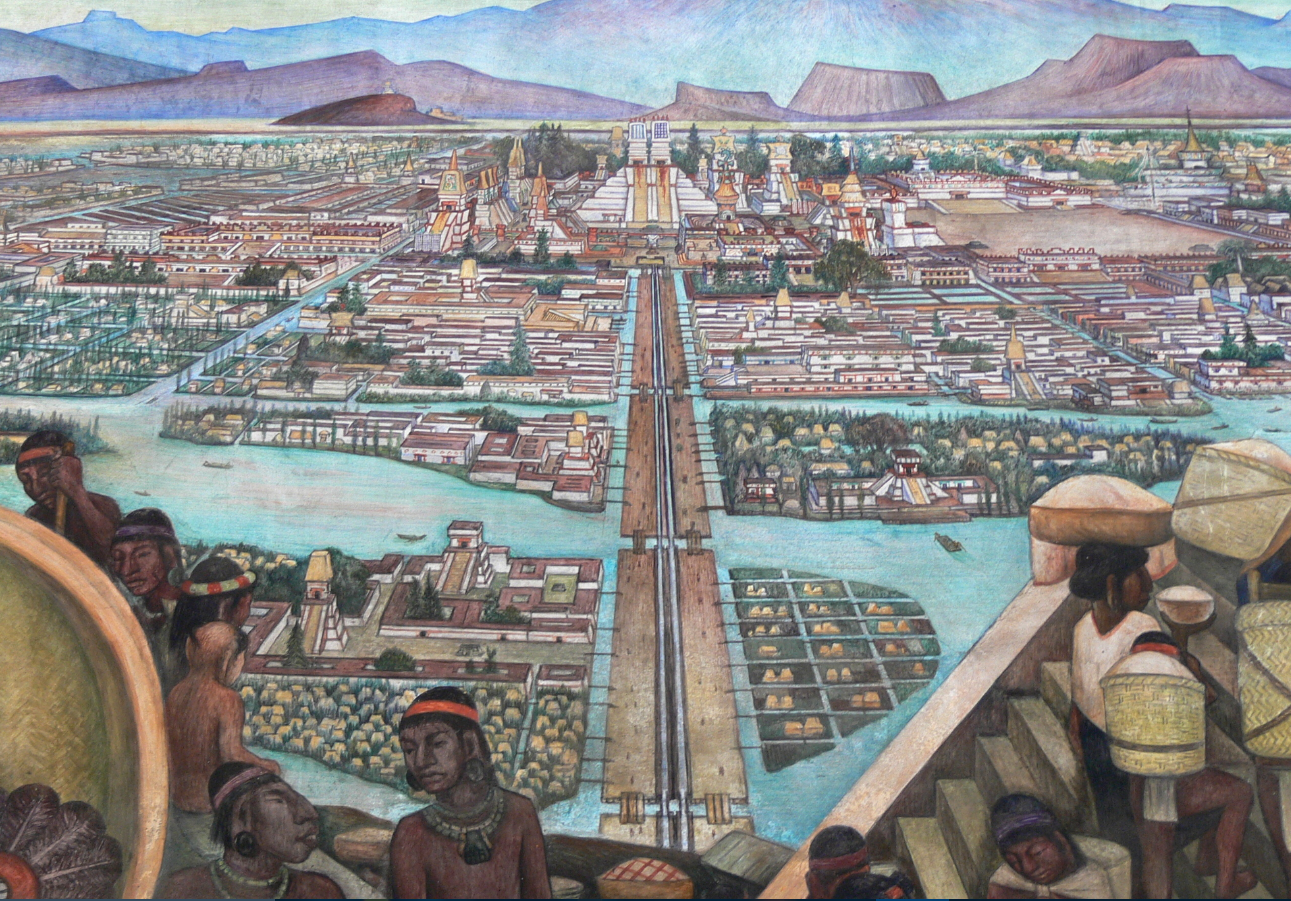
Tenochtitlán. Mural de Diego Rivera.

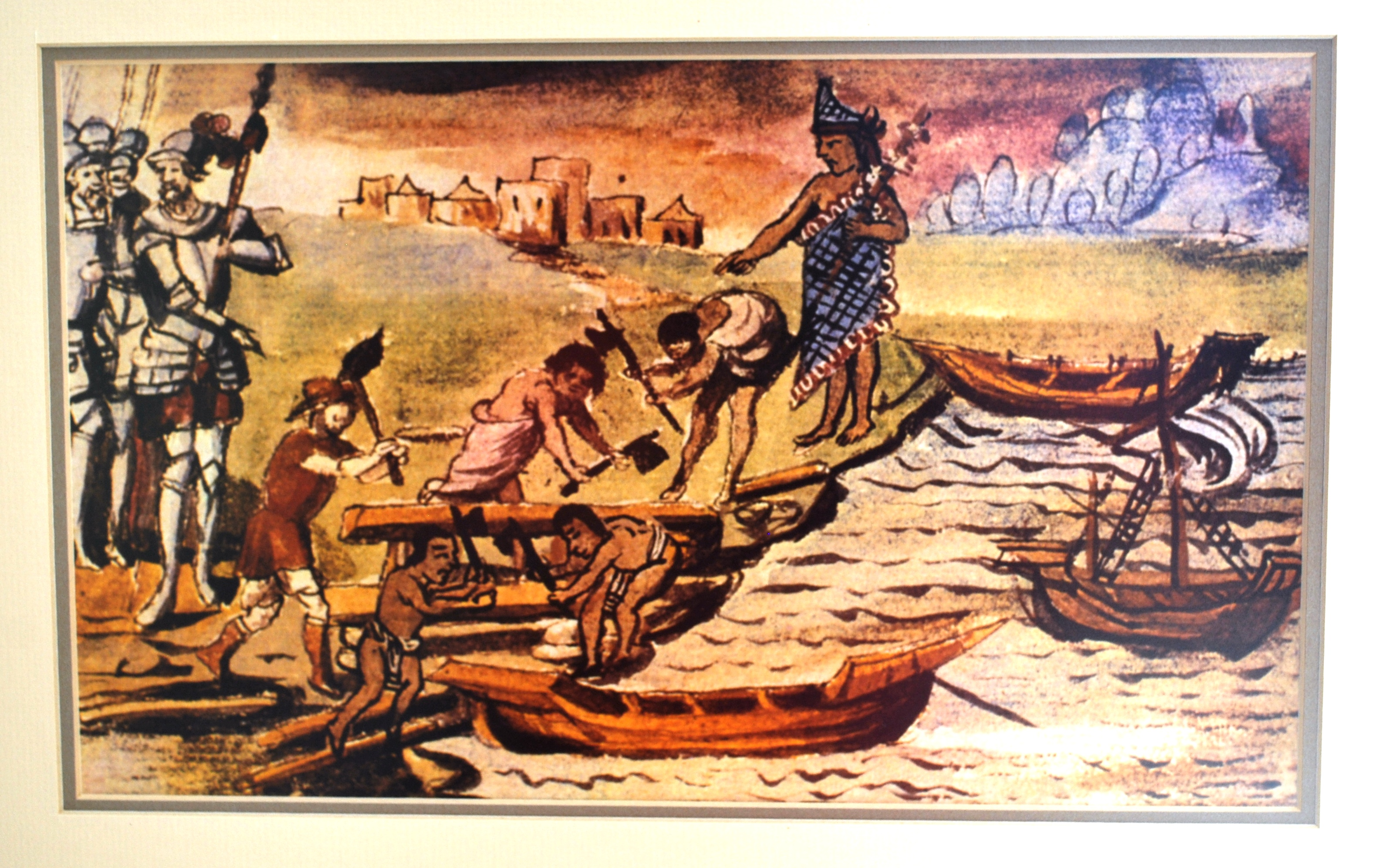
Construcció dels bergantins de Cortés segons el Còdex Durán.

- 1521. Hernán Cortés en la conquesta de Mèxic va fer construir 13 bergantins que tingueren un paper fonamental en la presa de la capital asteca.[8]
  - Segons un estudi de C. Harvey Gardiner 12 dels bergantins mesuraven uns 41 peus mentre que el més gran (destinat a ser nau capitana) mesurava 48 peus. Eren de sis bancs, amb sis remers per banda. I estaven armats amb un canó (dos canons per a la nau capitana). Els bergantins portaven veles no definides. Probablement un pal i una vela quadra per bergantí.[9][10][11]
  - Un dels mestres d'aixa era "Clemente de Barcelona".
- 1522. El papa Adrià VI va arribar de Roma a Barcelona en un estol d'onze galeres i quatre bergantins.[12]
- 1526. Una carta de l'emperador mostra la imprecisió de l'època en la denominació de vaixells. Els termes “navíos”, “bergantines” i “carabelas” són usats indistintament.[13]
- 1529. En un document del 21 d'agost es detallen els particulars de l'assentament encomanat a Rodrigo Portuondo (Capità general de les galeres reials) per a comandar un estol de galeres per a defensar les costes del regne de Granada i les seves comarques. L'estol havia de constar de 8 galeres que Portuondo podria escollir entre les 12 que havien de salpar de Gènova, 8 galeres reials i 5 galeres reials que es trobaven a Palamós. També havia de disposar de 2 bergantins de 13 bancs i 26 remers a sou.[14]
  - El document és interessant pel que fa al sous i a les despeses en queviures de tot l'estol.
  - El d'octubre va morir Rodrigo Portuondo en la batalla de Formentera (1529).
- 1539. Exploració de Ladrillero per la Mar del Sud.[15]
- 1541? Baixada del riu Amazonas. Un “vergantín” construït per Pizarro i un altre “vergantín” per Francisco de Orellana.[16][17]
- 1550. “...bergantino con 12 remi...”.[18]
- 1553. "...un bergantí de dotze banchs...".[19]
- 1557. Expedició de Juan Ladrillero amb tres bergantins.[20]
  - Bergantí de 14 gúes.[21]

### Bergantins de vela
- 1720. "Brig" Essex.[22]
- 1800. Detalls sobre la captura del bergantí corsari francès Telegraphe. Amb 14 canons i una tripulació de 78 persones.[23]
- 1800. Avarat a Liverpool el bergantí Rover.[24]
  - Característiques : 100 tones, 14 canons i una tripulació de 55 persones (inclosos els grumets).
- 1812. Incautades per tropes franceses mercaderies del bergantí "Delfín", arribat a Arenys de Mar, per valor de 56.525 pesetes.[25]
- 1838. "Brigantino" Elisa de Palerm.[26]
- 1842. Diari d'un "brigantino" italià. Explicant moltes maniobres.[27]
- 1858. El bergantí Maria Assumpta fou avarat a Badalona. Construït a les drassanes Pica fou durant molts anys el veler més antic navegant.[28][29] La seva llarga vida (137 anys), truncada per un tràgic naufragi, demostra la qualitat de fabricació de les drassanes catalanes.